# (481844) 2008 WH94
(481844) 2008 WH94 es un asteroide troyano de Marte descubierto el 26 de noviembre de 2008 por el equipo del Observatorio Astronómico de Mallorca desde el Observatorio Astronómico de La Sagra.

## Designación y nombre
Designado provisionalmente como 2008 WH94.

## Características orbitales
2008 WH94 está situado a una distancia media de 2,610 ua, pudiendo alejarse un máximo de 3,656 ua y acercarse un máximo de 1,563 ua. Tiene una excentricidad de 0,400 y la inclinación orbital 27,394 grados. Emplea 1540,36 días en completar una órbita alrededor del Sol.

## Características físicas
La magnitud absoluta de 2008 WH94 es 16,1.